# Parque nacional Corales Swain
Corales Swain es un parque nacional en Queensland (Australia), ubicado a 703 km al norte de Brisbane.

## Datos
- Área: 0,58 km²
- Coordenadas: 21°14′22″S 151°50′48″E / -21.23944, 151.84667
- Fecha de Creación: 1995
- Administración: Servicio para la Vida Salvaje de Queensland
- Categoría IUCN: II